# 葛姓
葛姓为中文姓氏之一，在《百家姓》中排名第44位。

## 起源
- 葛姓，《风俗通义》记载说：“葛氏，古葛天氏之后。”
- 出自洪姓改葛而来。為錯誤的說法，源自於東晉葛洪著《抱朴子外篇‧自敘》：「…洪曩祖為荊州刺史，王莽之篡，君恥事國賊，棄官而歸…」，曩祖是先祖的意思，洪曩祖是葛洪在自敘中以名"洪"自稱，並非說自己的祖先姓洪。特此鄭重更正，避免以訛傳訛。
- 据《魏书·官氏志》所载，北魏贺葛氏入中原后，改单姓葛。
- 清满洲八旗姓墨勒哲埒氏、格济勒氏等后均有改姓葛者；赫哲族葛依克勒氏汉姓为葛。
- 鄂伦春族葛瓦依尔氏汉姓为葛。
- 裕固族格勒克氏汉姓为葛。
- 今蒙古、土家等民族均有葛姓。

## 延伸阅读
[在维基数据编辑]
 《百家姓》
 《欽定古今圖書集成·明倫彙編·氏族典·葛姓部》，出自陈梦雷《古今圖書集成》